# Казаки (фильм, 1961)
«Казаки» — экранизация одноимённой повести Л. Н. Толстого, снятая в 1961 году на киностудии Мосфильм в постановке Василия Пронина; номинант за работу режиссёра Золотой пальмовой ветви Каннского кинофестиваля.

## Сюжет
Молодой московский дворянин Дмитрий Андреевич Оленин (Губанов) промотал половину оставленного родителями состояния. Не имея образования и чинов, он поступает на службу в Кавказский пехотный полк юнкером, пытаясь в тяготах службы избежать соблазнов жизни московского света. Полк расположен недалеко от реки Терек, которая служит естественным разделением позиций казаков и чеченцев. Оленин квартирует в доме хорунжего, где среди прочих домочадцев, живёт дочь хозяина Марьяна (Кириенко). Её хотят выдать замуж за молодого казака Лукашку Широкова, отличающегося лихостью и отвагой. Оленина, как и всех армейских, в станице принимают холодно. Но скоро благодаря открытому нраву и щедрости отношение к нему меняется. Важную роль в этой перемене играет старый уважаемый казак Ерошка (Андреев), с первой встречи хорошо отнёсшийся к молодому юнкеру. Оленин не скупится на рентную плату за постой, дарит Лукашке одного из своих коней, щедро угощает Ерошку вином. Они вместе охотятся, Дмитрий восторгается окружающей природой и незатейливой простотой быта и отношений.
Оленина производят в офицеры, но он сторонится разгульного офицерского быта с карточными играми и нередкими пьяными кутежами. Большее время вне службы он проводит на охоте или дома. Постепенно Дмитрий увлекается, даже влюбляется в Марьянку. Наконец, наблюдая за приготовлениями к свадьбе и понимая, что он упускает время, Оленин делает девушке предложение. Она оставляет решение за родителями. На следующее утро он собирается идти за их благословением, но, подчиняясь воинскому долгу, отправляется в составе отряда казаков в погоню за небольшим отрядом абреков. В ходе последующего боя Лукашка смертельно ранен. Весть об этом отдаляет Дмитрия и Марьянку, она считает его косвенно причастным к смерти молодого казака. Понимая, что счастье с ней уже не будет возможным, Оленин уезжает из станицы, провожаемый опечаленным Ерошкой.

## В ролях
- Леонид Губанов — Дмитрий Оленин, юнкер
- Зинаида Кириенко — Марьяна
- Борис Андреев — Ерошка
- Эдуард Бредун — Лукашка Широков
- Борис Новиков — Назарка
- Анатолий Папанов — хорунжий
- Изабелла Мень — Устенька
- Константин Градополов — Белецкий
- Вера Енютина — мать Марьяны
- Герман Качин — Ванюша
- Иван Любезнов — хорунжий
- Леонид Пархоменко — сотник

## Съёмочная группа
- Автор сценария: Виктор Шкловский
- Режиссёр: Василий Пронин
- Оператор: Игорь Гелейн, Валентин Захаров
- Художник: Геннадий Мясников, Михаил Богданов
- Композитор: Гавриил Попов
- Звукооператор: Евгения Индлина
- Художник по костюмам: Михаил Чиковани
- Монтаж: Антонина Камагорова
- Грим: Н.Антонова, Б.Викентьев
- Ассистенты режиссёра: Р.Санина, Л.Кочарян
- Редактор: В.Беляев
- Оркестр управления по производству фильмов
- Дирижёр: Вероника Дударова
- Директор картины: Александр Ашкинази

## Производство
Съемки фильма проходили в Чечено-Ингушетии, у реки Аргун, которая напоминала описанный в повести Терек. В Москве для фильма «Казаки» в павильоне «Мосфильма» соорудили настоящую станичную улицу.